# Grabkisten der Einzelgrabkultur aus Holz
Die Grabkisten der Einzelgrabkultur aus Holz (dänisch træbyggede gravkiste) traten am Limfjord, insbesondere in Himmerland als Ausnahme auf. In der Mitte des 3. Jahrtausends entwickelte sich dort eine Vielfalt von Grabformen. Ganz überwiegend hier fanden Holzkammergräber für wiederkehrende Bestattungen und die großen Grabkisten mit Zugang, die sogenannten Bøstrup-Kisten Verwendung. Holzkammergräber sind keine einmalige Erscheinung. Sie treten in verschiedenen Kulturen von der Bronzezeit bis ins Mittelalter (Gräberfeld von Soest) auf.
Es gibt in Dänemark etwa zwei Dutzend entdeckte Holzkammern aus dieser Periode. Ihr Grundriss entspricht dem der zeitgleichen steinernen Kammern. Im Gegensatz zu ihnen wurden Holzkammern jedoch nur einige Jahrzehnte genutzt. Außerhalb von Nordjütland finden sich vereinzelt Holzkammern ohne Zugang. Sie sind für Einmalnutzungen gedacht. Ein solches Grab wurde 1987 in Gårslev am Vejle Fjord untersucht. Es war eine gut erhaltene Holzkammer mit zwei Bestattungen. Die 2,5 m lange Kammer hatte einen rechteckigen Grundriss. Die Wände bestanden aus vertikalen Brettern und vier Eckpfosten. Die Planken waren 6 bis 7 cm dick und 30 bis 40 cm breit. Boden und Decke waren ebenfalls aus breiten Dielen. Es gab keine Knochenfunde in der Kammer, aber zwei Gruppen von Grabbeigaben, zeigen, dass ein Mann in der Mitte des Grabes mit seinem Kopf nach Süden gelegen hatte, und ein anderer Mann an der Westseite der Kammer. Die beiden müssen gleichzeitig begraben worden sein, da sich keine Zugänge in der Kammer befinden. Wie lange es gedauert hat, bevor die Kammer von einem Hügel bedeckt wurde, ist unklar. Östlich des Hügels befand sich ein kleines viereckiges Haus, das im Osten eine Öffnung von 40 cm hatte. Es war rechteckig und maß 1,3 × 1,0 m. Die Wände aus vertikalen Brettern, standen in einem Fundamentgraben. Wahrscheinlich wurde es für Zeremonien im Zusammenhang mit den Bestattungen benutzt.
Die archäologischen Ausgrabungen zeigen immer wieder neue Formen von Holzkammergräbern aus der Einzelgrabzeit. Eine zuvor unbekannte Form wurde 1980 in Hjordkær bei Åbenrå ausgegraben. Das Grab war ein Kreisgrab, umgeben von acht mächtigen Pfostenlöchern und einem Gebäude von 6,0 × 5,0 m. Die mächtigen Fundamente und Abmessungen zeigen, dass ein turmartiges Gebäude über dem Grab gestanden haben kann, das die Gegend geprägt hat. Bescheidener waren die Pfostenlöcher in Gantrup bei Horsens und Stendis bei Holstebro. Sie stammen wahrscheinlich von zeltförmigen Totenhäusern aus runden Sparren.
In Dalbyneder bei Randers wurde eine 3,4 × 4 m große Grabkammer mit Fundamentgraben, in der senkrechte Bohlen gestanden hatten gefunden. Die Kammer barg vier Bestattungen und hatte einen Eingang nach Süden.
Es gab spezielle Formen der Keramik, die fast ausschließlich in den Gräbern verwendet wurde. Das Gebiet nahm eine Zwischenstellung zwischen denjenigen ein, die fast ausschließlich Einzelbestattungen unter Hügeln vornahmen, und Ostdänemark, wo Nachbestattungen in Megalithanlagen häufig waren. Eine Entwicklung, die die Position der Limfjordregion am Ende des Zeitalters vorwegnimmt, als sie der Platz wurde, an dem die Metallkultur in Dänemark begründet wurde.